# Karl Petinger

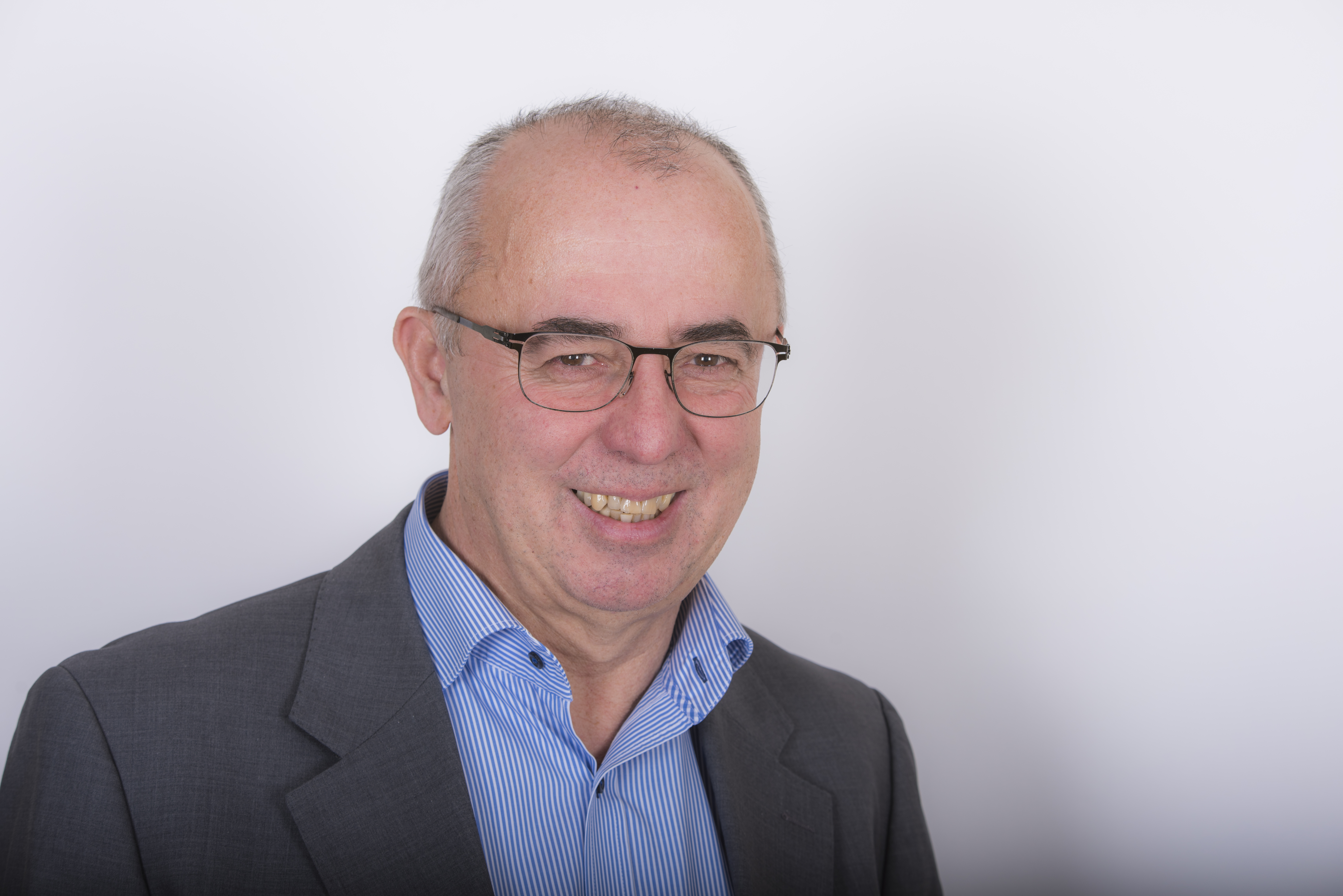
Karl Petinger (2017)

Karl Petinger (* 22. Juli 1956, in Maria Lankowitz (Steiermark)) ist ein österreichischer Politiker (SPÖ). Er war von 2003 bis 2019 Abgeordneter zum Steiermärkischen Landtag. 
Im Landtag war er Regions-, Gemeinde- und Bautensprecher für die SPÖ und stellvertretender SPÖ-Klubobmann im Landtagsklub.
Im Wahlkampf zur Landtagswahl in der Steiermark 2015 war Petinger regionaler Spitzenkandidat für die Bezirke Deutschlandsberg, Leibnitz und Voitsberg.
Petinger ist Gemeindebediensteter und Amtsleiter seiner Heimatgemeinde Maria Lankowitz.
Nach der Landtagswahl 2019 schied er aus dem Landtag aus.

## Auszeichnungen
- 2020: Großes Goldenes Ehrenzeichen des Landes Steiermark[3]